# Григорій XII
Григо́рій XII (лат. Gregorius PP. XII, Анджело Коррер, італ. Angelo Corraro (Correr, Corer), 1326, Венеція, Венеційська республіка — 18 жовтня 1417, Реканаті, Папська держава) — папа римський з 30 листопада 1406 по 4 липня 1415 року.

## Понтифікат
Під час його понтифікату церква була вражена Західною схизмою: антипапа Бенедикт XIII боровся теж за владу. Собор у Пізі (пізніше був визнаний лише синодом) вибрав папою спочатку Олександра V і роком пізніше Івана XXIII. Дванадцятиденний конклав у листопаді 1406 року, на якому вибрано Григорія XII, теж був під впливом схизми: 14 з 18 кардиналів з'явилося на конклав і склали присягу зробити все для об'єднання церкви, і навіть, якщо це необхідно для об'єднання, скласти свої повноваження. На цьому фоні вибрано папою сірого кардинала церкви святого Марка в Венеції Анджело Коррера.
Вирішення питання про схизму було знайдено на Констанцькому соборі у 1415 році, за яким вибори папи Івана XXIII визнано недійсними. Згідно зі своєю присягою 1415 року папа Григорій XII мусив також оголосити про свою відставку. Він помер двома роками пізніше, будучи єпископом у Порто-Реканаті. Протягом 598 років після нього більше ніхто не зрікався Престолу. Аж у лютому 2013 року Папа Бенедикт XVI відмовився від своєї посади.